# 芬蘭國家圖書館
芬蘭國家圖書館（芬蘭語：Kansalliskirjasto）建於1640年，1827年由原址圖爾庫遷至赫爾辛基。該館是芬蘭重要的研究圖書館，亦是芬蘭歷史最悠久和規模最大的圖書館。行政上芬蘭國家圖書館隸屬赫爾辛基大學，是該校目前最大的獨立機構，芬蘭國家圖書館原稱赫爾辛基大學圖書館，直至2006年改稱現名。

## 歷史
芬蘭國家圖書館於1640年在圖爾庫建成，當時作為皇家圖書館使用，後因1827年發生大火，館內40,000多冊館藏付之一炬，迫使圖書館遷移至首都赫爾辛基並附設於赫爾辛基大學，作為該校的獨立機關運作，當時名稱為赫爾辛基大學圖書館。圖書館的任務為保存文化遗产，經歷瑞典擴張、俄羅斯的統治以及芬蘭獨立，芬蘭國家圖書館一直都是法定送存圖書館，擁有包含瑞典、俄羅斯等豐富的國家收藏，芬蘭國家圖書館的捐贈者所捐贈的書籍遠大於採購的數目，1918年芬蘭獨立時，圖書館的館藏已經超過300,000冊。2006年芬蘭國家圖書館與赫爾辛基大學圖書館分立，大學圖書館遷至他處，國家圖書館則保留於約380年歷史的原址。2017年，芬蘭政府修訂《圖書館法》，規定芬蘭境內所有的公共圖書館禁止向公眾收費，所以目前芬蘭國家圖書館免費對外開放。

## 建築
圖書館主樓由德國建築師卡尔·卢德维格·恩格尔於1840年興建，附樓的Rotunda書樓於1906年由古斯塔夫·尼斯特倫興建完工。儘管如此，當時大部分的藏書大都保存於圖書館地下18公尺的書房Kirjaluola中。2010年代初，為改善場地的功能性及可用性，圖書館主樓進行大修，維修期間館藏被轉移至臨時房屋，但圖書館仍正常營運，維修的立面繪畫工程於2012年夏季完成，其他的裝修也在2013年8月陸續完工。維修工程於2015年全部完成，維修更新了圖書館的設施，並在地下室建造了隔間，圖書館也於2016年1月1日舉行公開活動以慶祝完工。裝修除了維持當初恩爾格的構想，也融入了各時期的建築風格及現代技術。

## 圖冊

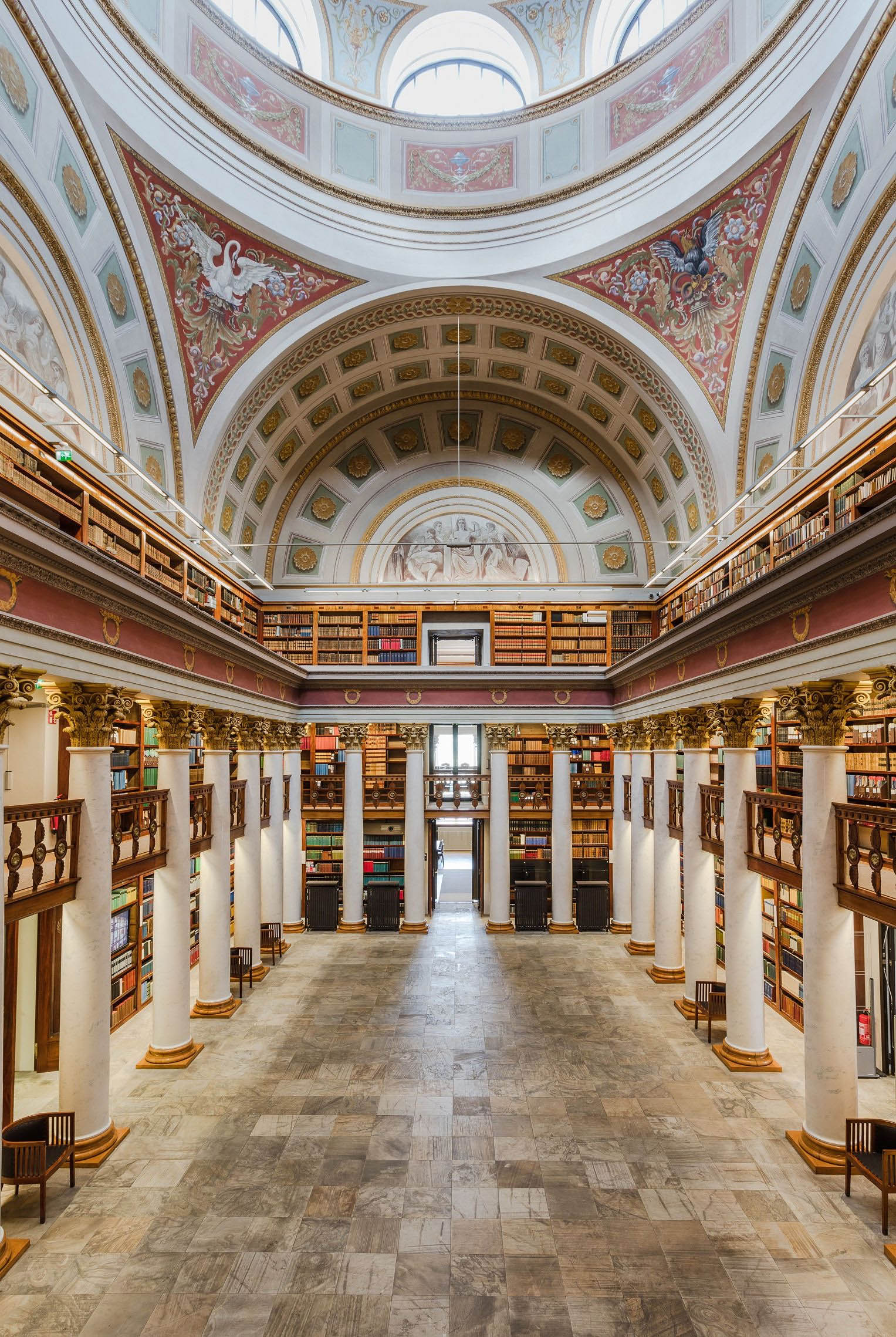
大廳圓頂
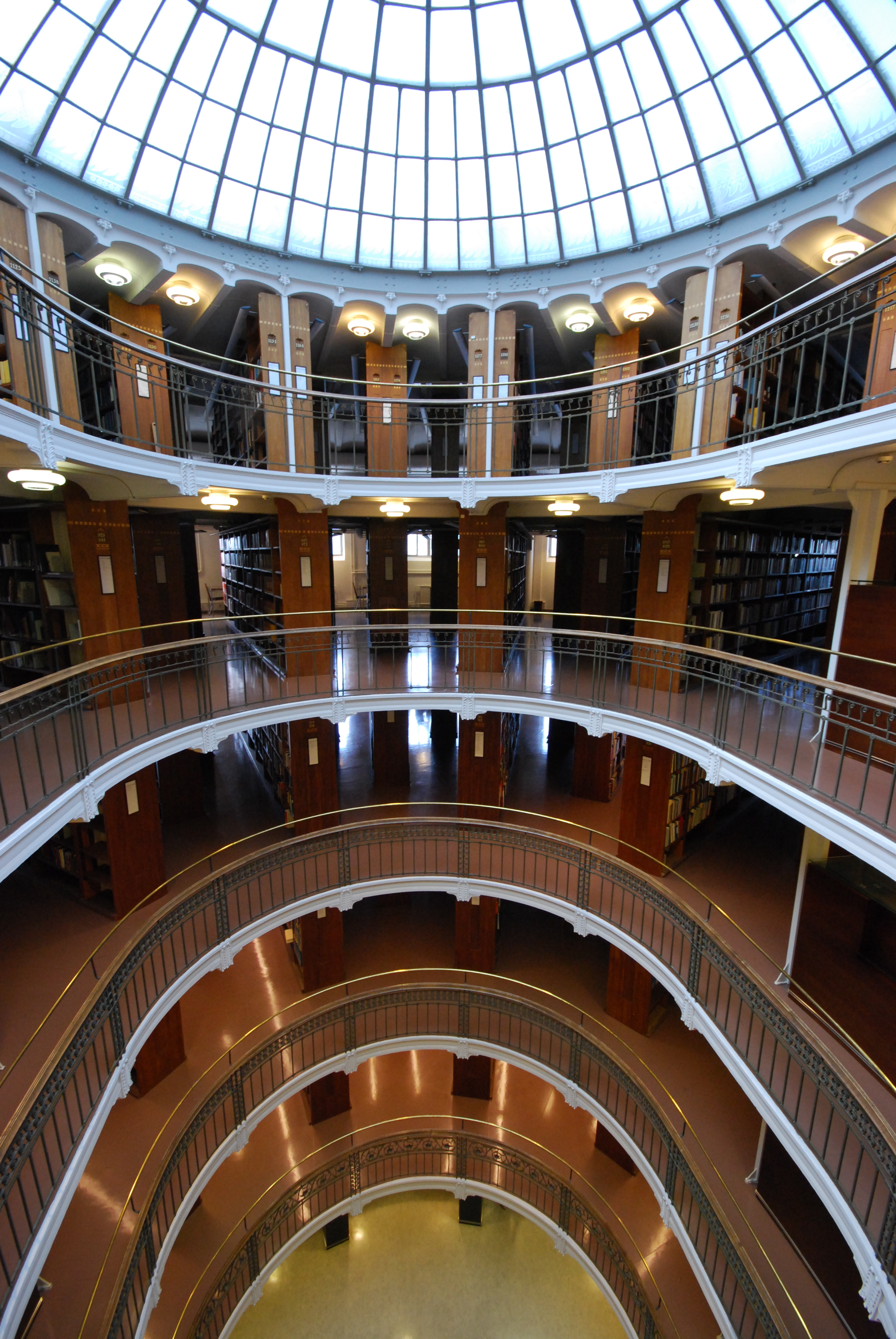
擁有6層樓的Rotunda
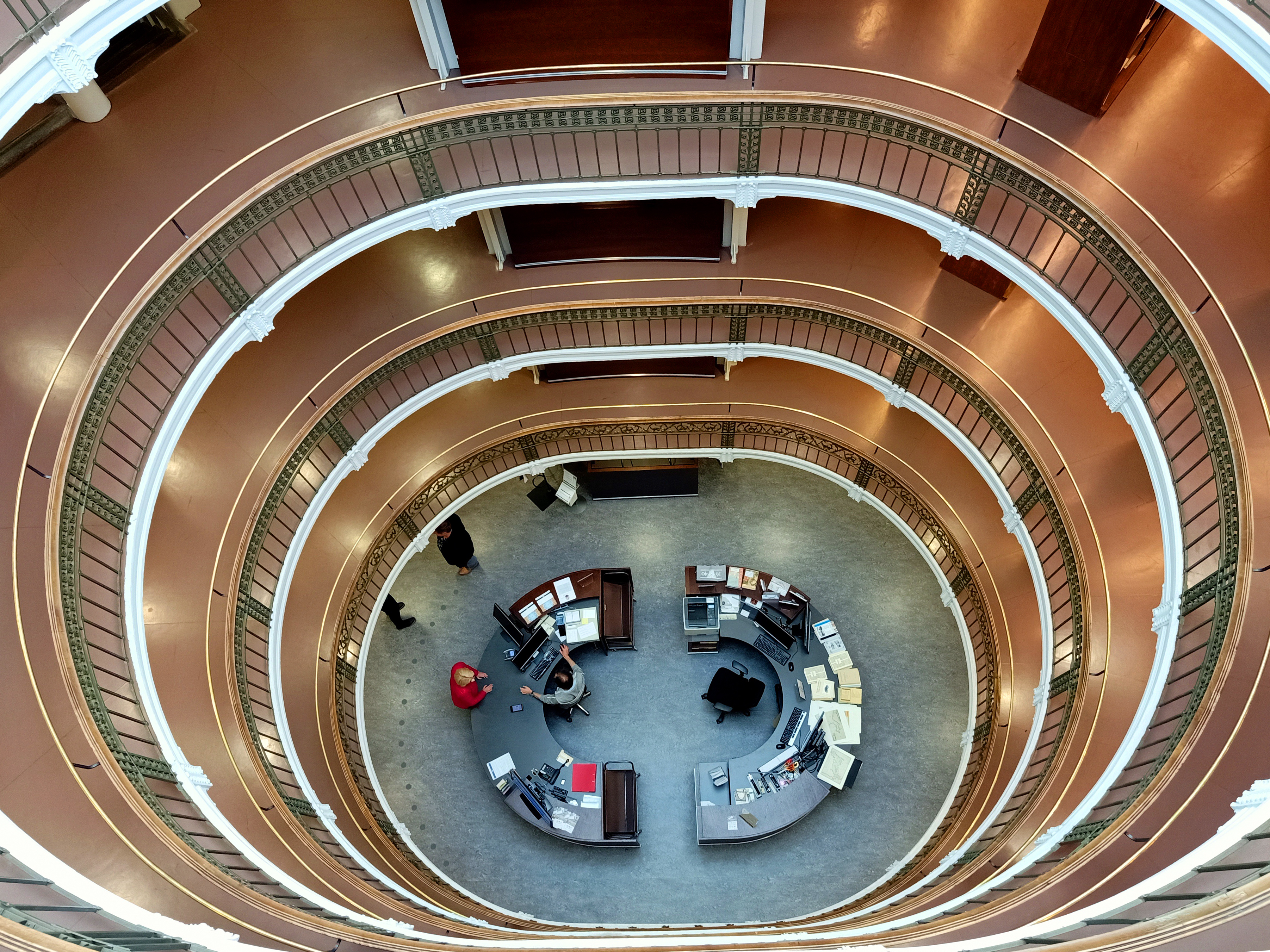
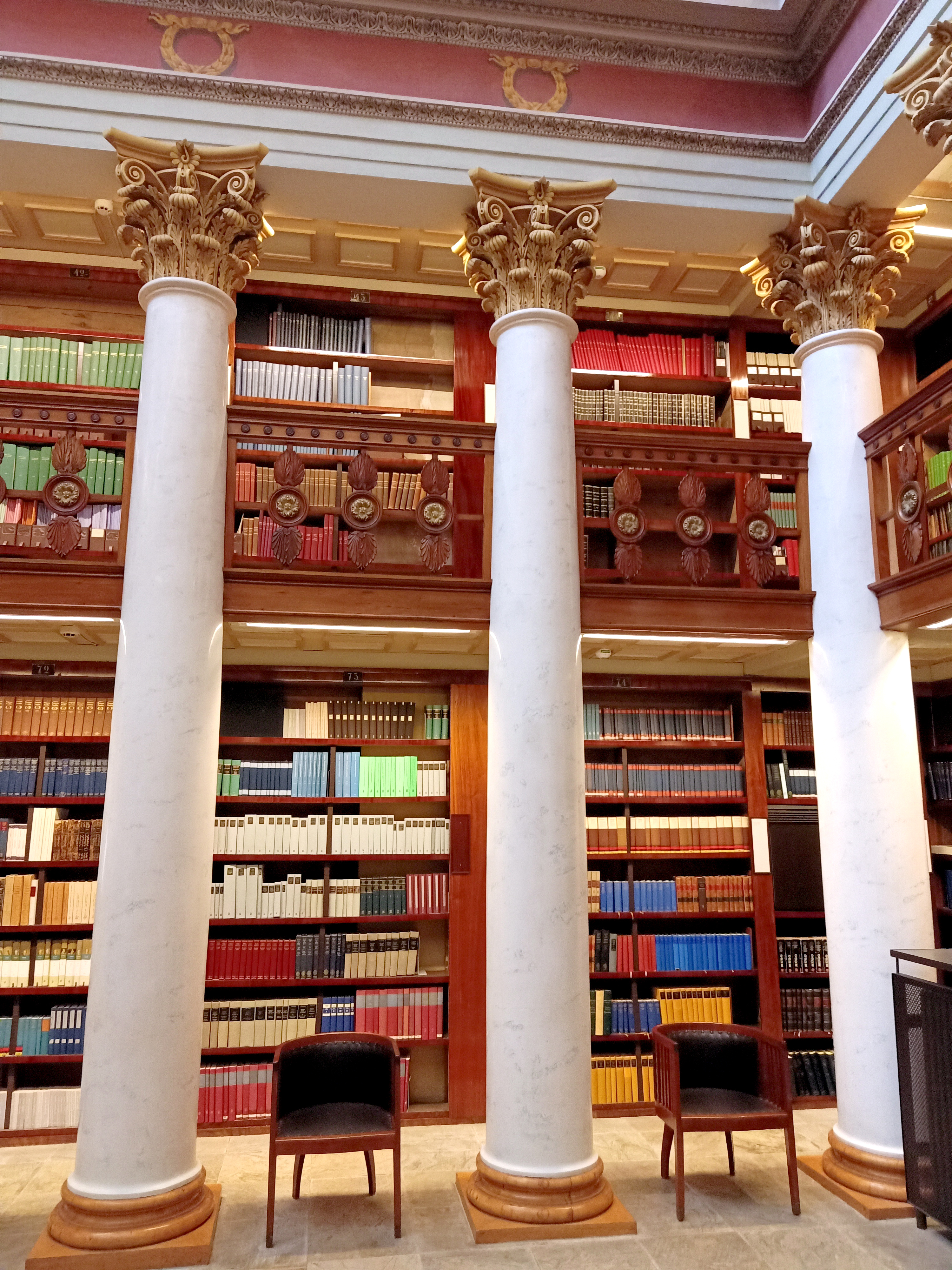

## 外部連結
- 芬蘭國家圖書館 （页面存档备份，存于） （英文）（文）